# إم جي إم-140 أتاكمز
أتاكمز إم جي إم-140 هو صاروخ أرض-أرض مصنع من قبل لوكهيد مارتن. وهو صاروخ ذو وقود صلب، يمكن إطلاقه من راجمة صواريخ، بما في ذلك راجمة صواريخ أم 270.
وكان أول استخدام له خلال حرب الخليج الثانية، حيث أطلق 32 صاروخ من راجمة صواريخ أم 270،  وخلال حرب العراق أطلق أكثر من 450 صاروخ. واعتباراً من 2015، كان قد أطلق أكثر من 560 صاروخ أتاكمز في الحروب.